# Blati Touré
Ibrahim Blati Touré (4 de agosto de 1994) é um futebolista burquinense que atua como Meio-campista. Atualmente defende o Pyramids.

## Carreira
Blati Touré representou o elenco da Seleção Burquinense de Futebol no Campeonato Africano das Nações de 2017.

## Títulos
Pyramids
- Copa do Egito: 2023–24
- Liga dos Campeões da CAF: 2024–25[3]